# Biodisponibilità
La biodisponibilità è una delle principali proprietà farmacocinetiche dei farmaci. Il termine viene talvolta utilizzato anche in relazione alle sostanze nutritive assimilate dagli alimenti e dagli integratori alimentari.
In farmacologia, il termine viene utilizzato per descrivere sia la frazione di farmaco somministrato che raggiunge la circolazione sistemica senza subire alcuna modificazione chimica rispetto al totale somministrato, sia la velocità con cui il farmaco è reso disponibile nella circolazione sistemica.

## Calcolo della biodisponibilità
Il valore di biodisponibilità si ottiene calcolando la quantità ematica di farmaco circolante in un determinato tempo, a partire dal momento in cui viene somministrato.
Un medicinale somministrato per via endovenosa avrà biodisponibilità pari al 100%, mentre nel caso di farmaci somministrati per altre 
vie (ad esempio per via orale, rettale, transdermica o sottocutanea), si avranno valori inferiori di biodisponibilità a causa del parziale assorbimento e degli effetti del metabolismo.

### Biodisponibilità assoluta

La biodisponibilità assoluta è il rapporto tra le aree sottese alle curve (AUC).

Si parla di biodisponibilità assoluta quando ci si riferisce alla frazione di farmaco attivo nella circolazione sistemica in seguito a una somministrazione di tipo "non-endovenoso".
Per determinare tale valore è necessario effettuare un calcolo farmacocinetico, per ottenere la distribuzione nel tempo della concentrazione plasmatica del farmaco.
La biodisponibilità assoluta compara la biodisponibilità di un farmaco nella circolazione sistemica in seguito a una somministrazione non endovenosa (es. orale, rettale, transdermica, sottocutanea o sublinguale) con la biodisponibilità dello stesso farmaco in seguito a somministrazione endovenosa. Si tratta quindi della frazione di farmaco assorbita attraverso somministrazione non endovenosa confrontata con quella della corrispondente somministrazione endovena. Il confronto deve essere normalizzato rispetto alla dose, pertanto la quantità assorbita è corretta dividendo per la corrispondente dose somministrata.
In farmacologia, per determinare la biodisponibilità assoluta di un farmaco, si ricorre a uno studio farmacocinetico dal quale si ottiene un grafico della concentrazione plasmatica rispetto al tempo in seguito a somministrazione endovenosa (ev) ed extravascolare (es. orale). La biodisponibilità assoluta è data dall'area sotto la curva (AUC) corretta per la dose divisa per l'AUC endovenosa. Ad esempio la formula per calcolare F per un farmaco somministrato per via orale (po) è la seguente:
{\displaystyle F_{abs}=100\cdot {\frac {AUC_{po}\cdot D_{iv}}{AUC_{iv}\cdot D_{po}}}\ \%}
Pertanto, un farmaco somministrato per via endovenosa avrà una biodisponibilità assoluta del 100% (F=1), mentre farmaci somministrati per altre vie avranno biodisponibilità assoluta generalmente minore di 1.
Se consideriamo due differenti medicinali contenenti lo stesso farmaco e confrontiamo le due biodisponibilità otteniamo una biodisponibilità comparativa.
Sebbene conoscere il vero grado di assorbimento sistemico (ovvero la biodisponibilità assoluta) sia indubbiamente utile, in pratica tale calcolo non è effettuato così spesso come si potrebbe pensare. Il motivo è che per calcolare la biodisponibilità assoluta è necessario il confronto con la somministrazione endovenosa, l'unica via di somministrazione che garantisca che tutto il farmaco somministrato abbia raggiunto la circolazione sistemica. Tali studi comportano costi considerevoli, anche a causa della necessità di condurre studi di tossicità preclinica per assicurare un profilo di sicurezza adeguato, inoltre possono esserci problemi nella somministrazione endovenosa legati alla solubilità del farmaco.
Queste limitazioni possono essere superate, comunque, somministrando per via endovenosa una piccolissima dose (generalmente pochi microgrammi) di farmaco marcato radioattivamente in concomitanza con la somministrazione orale di una dose terapeutica non marcata. Assumendo che la concentrazione di farmaco marcato sia sufficientemente bassa da non influire sull'assorbimento sistemico del farmaco non marcato, allora le curve farmacocinetiche per le somministrazioni endovenosa e orale possono essere deconvolute in seguito a un'analisi con uno spettrometro di massa in virtù della diversa massa molecolare del farmaco marcato (anche detto 'caldo') e non marcato (anche detto 'freddo'). Questa tecnica elimina problematiche farmacocinetiche come una clearance non equivalente e limita le problematiche tossicologiche e formulative legate alla somministrazione endovenosa. Questa tecnica veniva precedentemente applicata ricorrendo a isotopi stabili, come il C-13, e alla spettrometria di massa per distinguere gli isotopi in base alla loro differente massa. Più recentemente sono stati somministrati farmaci marcati con C-14 ricorrendo alla spettrometria di massa con acceleratore per misurare il farmaco marcato contemporaneamente a quello "freddo".
Non ci sono obblighi normativi che impongano di calcolare la farmacocinetica endovenosa o la biodisponibilità assoluta, in ogni caso le agenzie regolatorie in alcuni casi possono richiedere informazioni di biodisponibilità assoluta per vie di somministrazioni extravascolari nel caso la biodisponbilità apparente sia bassa o variabile e vi sia una relazione provata tra farmacodinamica e farmacocinetica a dosaggi terapeutici. In tutti questi casi per condurre studi di biodisponibilità assoluta è necessaria la somministrazione endovenosa del farmaco.

### Biodisponibilità relativa
In farmacologia, la biodisponibilità relativa si riferisce alla misura della biodisponibilità (ricavata dalla AUC) di una data formulazione (A) di un farmaco, rispetto a quella di una formulazione differente (B) dello stesso farmaco, in genere uno standard di riferimento o una diversa via di somministrazione. Quando lo standard di riferimento è costituito da una somministrazione endovenosa del farmaco si parla di biodisponibilità assoluta (vedi sopra).
{\displaystyle F_{rel}=100\cdot {\frac {AUC_{A}\cdot D_{B}}{AUC_{B}\cdot D_{A}}}\ \%}
La biodisponibilità relativa è una delle misure impiegate per determinare la bioequivalenza (BE) tra due medicinali. Per ottenere l'autorizzazione all'immissione in commercio da parte dell'Agenzia europea per i medicinali un produttore di medicinali generici deve dimostrare che l'intervallo di confidenza al 90% per il rapporto tra le risposte medie (in genere di AUC e della concentrazione massima, Cmax) del suo prodotto rispetto a quello del farmaco originatore sia tra l'80 e il 125%. Mentre l'AUC fa riferimento all'entità della biodisponibilità, la Cmax ne misura la cinetica.
Mentre i meccanismi con i quali la formulazione influisce sulla biodisponibilità e sulla bioequivalenza dei farmaci sono stati ampiamente studiati, i fattori della formulazione che influenzano la biodisponibilità degli integratori alimentari sono in gran parte ignoti. Come risultato, nelle scienze della nutrizione la biodisponibilità relativa o bioequivalenza sono le più comuni misure di biodisponibilità per confrontare la biodisponibilità di una formulazione con altre contenenti le stesse sostanze.

## Fattori che influenzano la biodisponibilità
Svariati fattori fisiologici possono ridurre la biodisponibilità di un farmaco. L'assunzione in concomitanza o meno con un pasto può influire sull'assorbimento, l'interazione con altri farmaci assunti contemporaneamente può alternarne l'assorbimento e l'effetto di primo passaggio, la mobilità intestinale modifica la dissoluzione della forma farmaceutica e può influenzare la degradazione chimica da parte della flora batterica intestinale. Anche stati di malattia che compromettano il metabolismo epatico o la funzione gastrointestinale avranno effetti sulla biodisponibilità.
Altri fattori possono includere, tra gli altri:
- Proprietà chimico-fisiche del farmaco (idrofilia, pKa, solubilità)
- Formulazione del medicinale (rilascio immediato, eccipienti usati, processi produttivi, forme a rilascio modificato, ecc.)
- Somministrazione a digiuno o a stomaco pieno
- Velocità di svuotamento gastrico
- Differenze circadiane
- Interazioni con altri farmaci/cibo:
  - Interazioni con altri farmaci (es. antiacidi, alcool, nicotina)
  - Interazioni con il cibo (es. succo di pompelmo, brassicacee)
- Trasportatori: substrati di trasportatori di efflusso (es. P-glicoproteina)
- Salute del tratto gastrointestinale
- Induzione/inibizione enzimatica da parte di altri farmaci/cibo:
  - Induzione enzimatica (accresciuto metabolismo), es. la fenitoina induce i citocromi CYP1A2, CYP2C9, CYP2C19, e CYP3A4
  - inibizione enzimatica (diminuito metabolismo), es. il succo di pompelmo inibisce il CYP3A4
- Differenze individuali nel metabolismo
  - Età: In generale i farmaci sono metabolizzati più lentamente nelle popolazioni fetali, neonatali e geriatriche
  - Differenze fenotipiche, circolo enteroepatico, dieta, genere
- Malattia
  - es. insufficienza epatica, scarsa funzionalità renale
  - es. pleurite, infiammazione acuta o cronica della pleura

Ciascuno di questi fattori può variare da paziente a paziente (variabilità inter-individuale) e nello stesso paziente in tempi diversi (variabilità intra-individuale). Negli studi clinici l'analisi della variabilità inter-individuo nella biodisponibilità a un farmaco è un parametro critico per determinarne il dosaggio.